# 黃金眼鏡蛇
黃金眼鏡蛇（學名：Naja nivea）是非洲最致命的大型毒蛇之一，個體平均長度為1.2-1.5米，也有見過1.8米長的個體。黃金眼鏡蛇雖既不是非洲分布最廣的毒蛇，也不是非洲最長的毒蛇（牠只分布在非洲的西南端一個人口稠密的地區），但卻是造成非洲蛇傷最多的毒蛇之一。多數在南非那裡的居民都是農民，因此黃金眼鏡蛇除了對人造成了很大的騷擾外，對牲畜也造成了一定的威脅。
黃金眼鏡蛇也是顏色比較特別的一種毒蛇，除了像其名字一樣，全身是黃金色外，有的亞種呈棕到黑色，身上也會長有黑色的斑點。
黃金眼鏡蛇毒性兇猛，然而性情溫和，除非遭到明確威脅，黃金眼鏡蛇並不會主動攻擊人類，且毒液對蛇相當重要，需儲存用於狩獵囓齒類動物，他們也不想無謂浪費。

## 毒性
黃金眼鏡蛇採用的毒素，和其他眼鏡蛇一樣是神經毒素。而黃金眼鏡蛇的毒性在眼鏡蛇(naja)家族中，算是最劇烈的成員之一，僅次於菲律賓眼鏡蛇，主要是襲擊敵人的呼吸系統，通常在2小時內，受害者會因呼吸困難而死去。
當受到騷擾時，黃金眼鏡蛇會迅速作出反應，牠會快速攻擊，靠強烈的毒性和反覆的攻擊令敵人知難而退。
在沒有血清的情況下，黃金眼鏡蛇在當地的死亡率能達60%。相比之下，黑曼巴蛇的死亡率比較高；但黃金眼鏡蛇的蛇吻紀錄就比黑曼巴蛇要高，這就說明了死亡率高並不等於蛇吻紀錄多。

## 習性
黃金眼鏡蛇的活躍時間是在每天的日間與傍晚，主要以小型哺乳動物為食，亦會捕食青蛙、蜥蜴。除此之外，黃金眼鏡蛇偶然也會溜入農舍裡，捕捉雞隻。
雌性黃金眼鏡蛇每次可以產出8-20枚卵。

## 外部連結
- Kingsnake.com